# 조란 밀라노비치
조란 밀라노비치(크로아티아어: Zoran Milanović, 1966년 10월 30일 ~ )는 크로아티아의 정치인이자 대통령이다.

## 생애
2011년부터 2016년까지 5년 동안  크로아티아의 총리직을 수행하였다. 2020년 크로아티아 대선에서 전 크로아티아 대통령 콜린다 그라바르키타로비치를 꺾고 대통령에 당선되었으며, 현재 크로아티아 대통령직을 수행하고 있다. 자그레브 대학교 법학과 출신으로, 2006년부터 2016년까지 크로아티아 사회민주당 대표를 지냈다. 그러다 대선에 출마해 현직 대통령인 콜린다 그라바르키타로비치 후보를 꺾고 대통령에 당선되어 임기를 수행중이다.